# Trie-Château
Trie-Château [tʁi ʃɑto] ist ein Dorf und eine Gemeinde mit 1.878 Einwohnern (Stand: 1. Januar 2022) im französischen Département Oise in der Region Hauts-de-France. Die Gemeinde gehört zum Arrondissement Beauvais und zum Kanton Chaumont-en-Vexin.

## Geographie
Trie-Château liegt im Vexin français an der Mündung der Aunette in die Troësne an der Grenze zum Département Eure, rund drei Kilometer östlich von Gisors. Die Gemeinde wird von der Bahnstrecke von Pontoise nach Gournay-en-Bray durchzogen. Zu ihr gehören die Gemeindeteile Les Kroumirs, La Folie und Le Moulin Tan. Der Bahnhof liegt südlich der Troësne.

## Geschichte
Die Gemeinde liegt an einer alten Römerstraße, die hier die Troësne quert.
1835 wurde der kleinere Gemeindeteil Trie-la-Ville selbständig; der größere Rest von Trie nahm daraufhin den Namen Trie-Château an.
Die heutige Gemeinde Trie-Château entstand mit Wirkung vom 1. Januar 2018 als Commune nouvelle durch Zusammenlegung der bis dahin selbstständigen Gemeinden Villers-sur-Trie und Trie-Château, die fortan den Status von Communes déléguées besitzen. Der Verwaltungssitz befindet sich in Trie-Château.

## Bevölkerungsentwicklung
| Jahr                                                                  | 1962 | 1968 | 1975 | 1982 | 1990 | 1999 | 2006 | 2021 |
| --------------------------------------------------------------------- | ---- | ---- | ---- | ---- | ---- | ---- | ---- | ---- |
| Einwohner                                                             | 934  | 1065 | 1077 | 1513 | 1692 | 1753 | 1857 | 1896 |
| Quellen: Cassini und INSEE (bis 2006 Addition der Vorgängergemeinden) |      |      |      |      |      |      |      |      |

## Sehenswürdigkeiten
- Schloss Trie, Besitz der Herzöge von Longueville, ab 1694 von François Louis de Bourbon, prince de Conti; wurde 1767 Jean-Jacques Rousseau zur Verfügung gestellt; 1857 an Arthur de Gobineau verkauft
- Dolmen des Trois Pierres im Ortsteil La Garenne
- Kirche Sainte-Marie-Madeleine
- Stadttor (15. Jahrhundert)

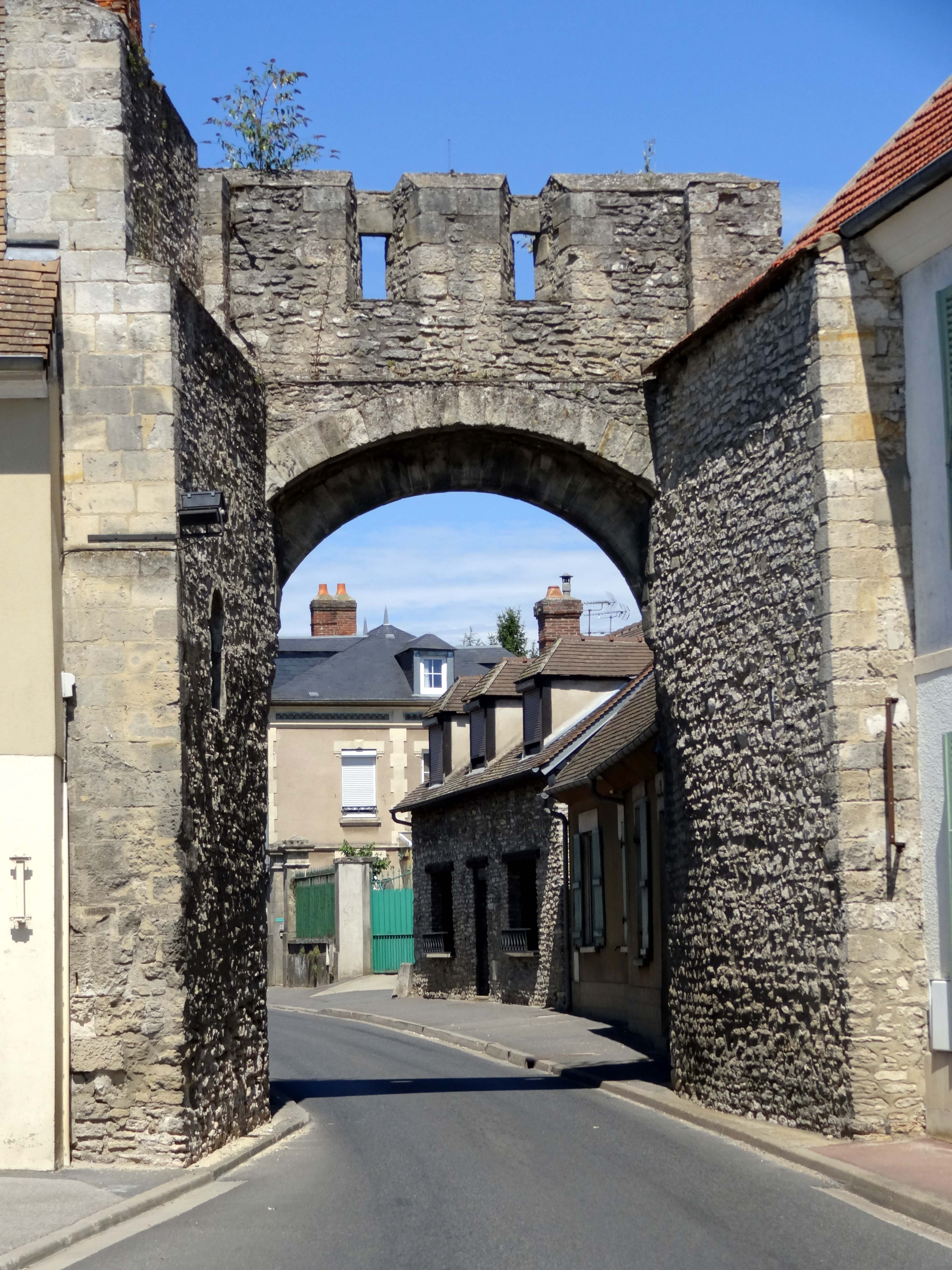
Stadttor
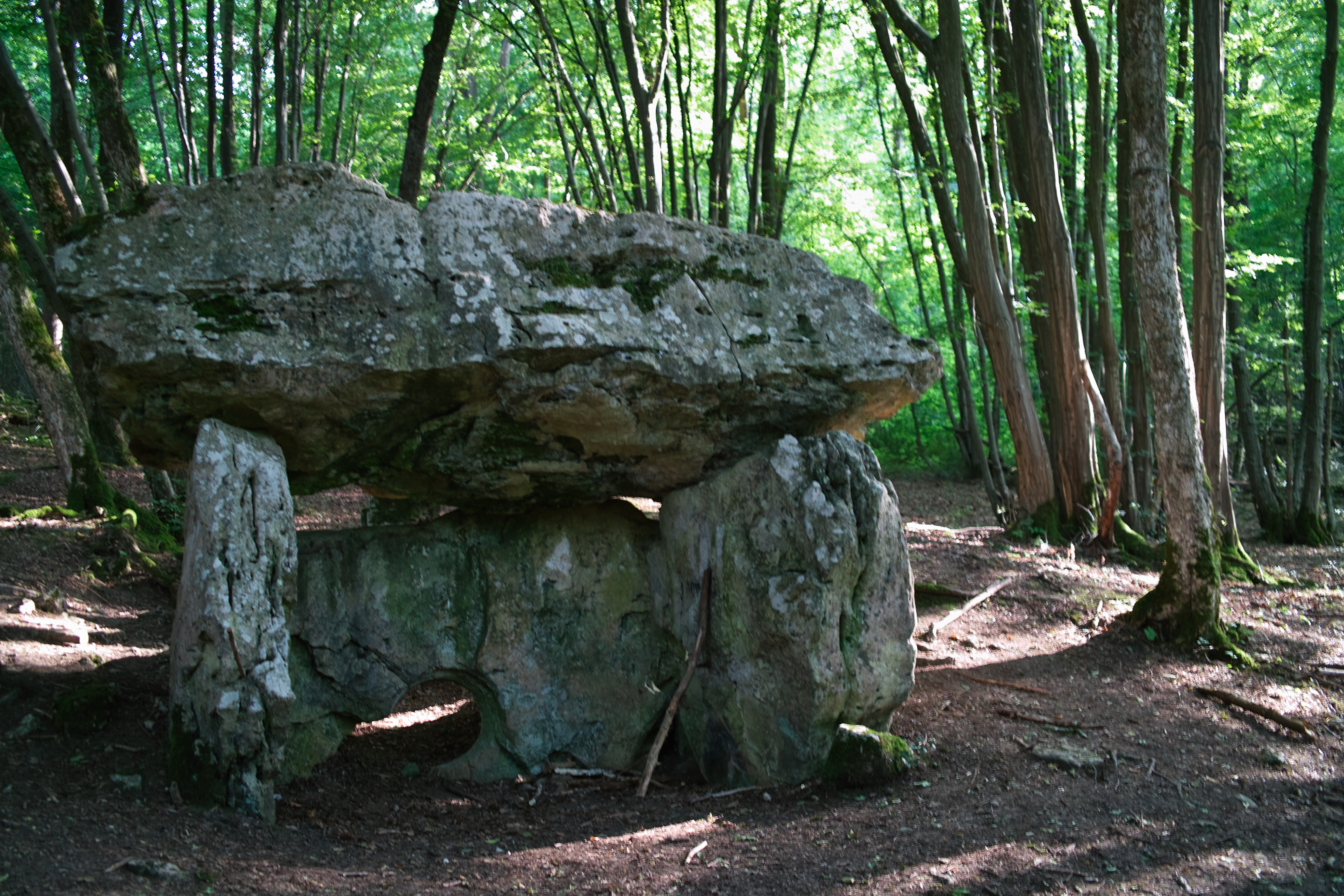
Dolmen des Trois Pierres
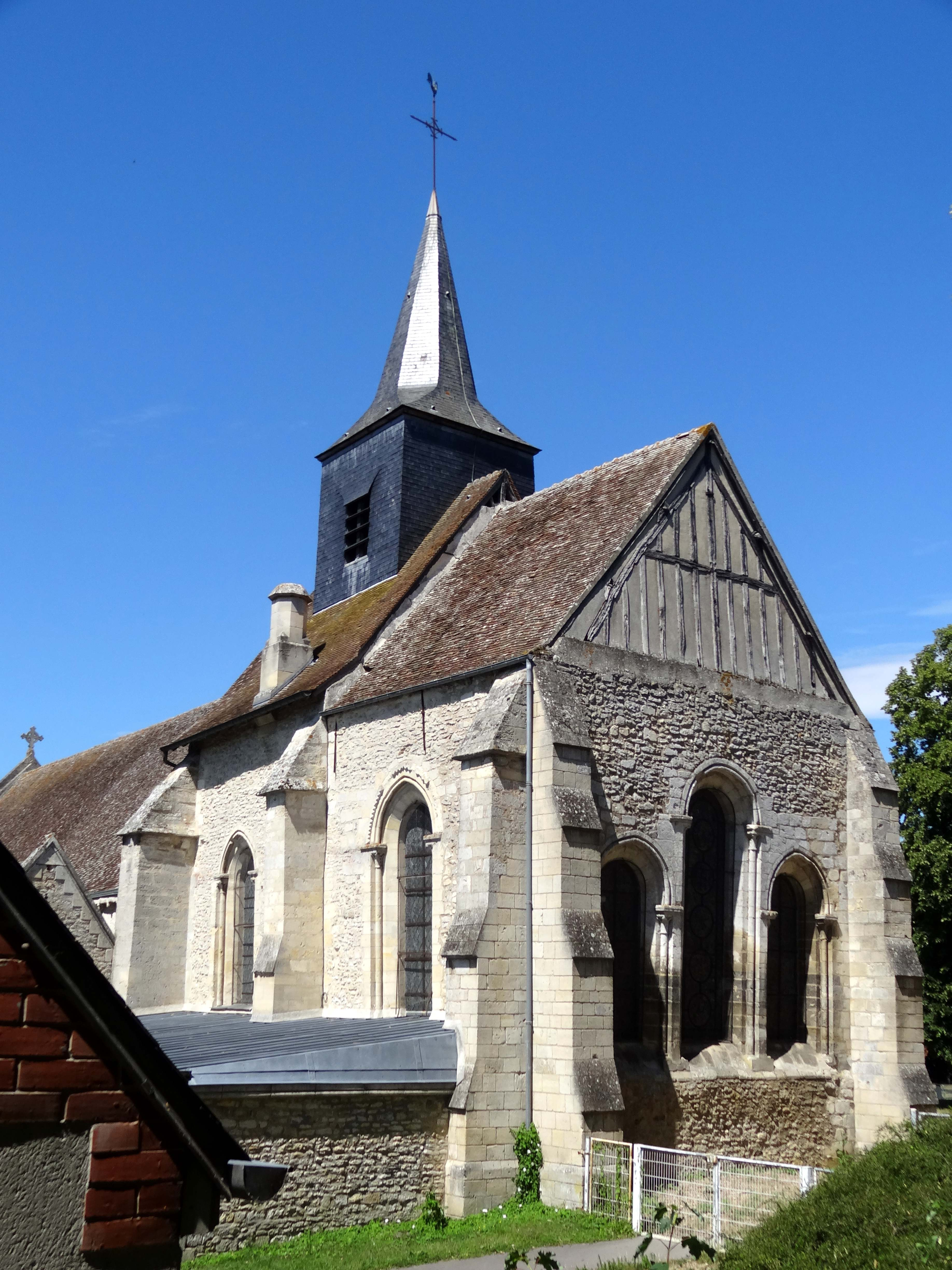
Kirche Sainte-Marie-Madeleine

## Persönlichkeiten
- Antoinette von Orléans-Longueville (1572–1618), Markgräfin und Ordensgründerin
- Charles François Dupuis (1742–1809), französischer Gelehrter, geboren in Trie-Château